# Kuusisaari (ö i Norra Österbotten, Koillismaa, lat 66,30, long 29,27)
Kuusisaari är en ö i Finland. Den ligger i vattendraget Kitkajoki och i kommunen Kuusamo i den ekonomiska regionen  Koillismaa ekonomiska region  och landskapet Norra Österbotten, i den nordöstra delen av landet, 700 km norr om huvudstaden Helsingfors. Öns area är 0,9 hektar och dess största längd är 150 meter i öst-västlig riktning.